# Ectochela albilunata
Ectochela albilunata là một loài bướm đêm trong họ Noctuidae.